# Zeeslag bij Chipana
De Zeeslag bij Chipana vond plaats op 12 april 1879 tijdens de Salpeteroorlog tussen Peru en Chili. Het was de eerste zeeslag tussen de twee landen en deze vond plaats voor de Boliviaanse kust. 
Nadat de Peruviaanse korvet Unión en de kanonneerboot Pilcomayo de Chileense korvet Magallanes, die op weg was naar Iquique, tegenkwamen, startte een 2 uur durend artilleriegevecht. Door motorproblemen van de Unión kon de Magallanes met minieme schade ontsnappen.